# المعاهدة الأنجلو هولندية 1824
المعاهدة الإنجلو هولندية سنة 1824، والمعروفة أيضًا باسم معاهدة لندن، هي معاهدة تم توقيعها بين المملكة المتحدة وهولندا في لندن في 17 مارس 1824. كانت المعاهدة لحل النزاعات الناشئة الخاصة بتنفيذ المعاهدة الأنجلو هولندية لعام 1814. قام بالتوقيع من الجانب الهولندي هندريك فاجيل وأنطون راينهارد فالك، وقام بالتوقيع من الجانب البريطاني وجورج كانينغ وتشارلز ويليامز-وين.

## التاريخ

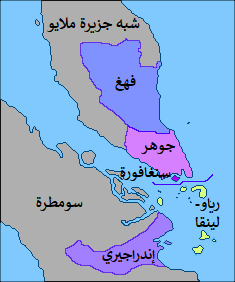
جزء يتبع النفوذ البريطاني، وجزء يتبع النفوذ الهولندي.

المعاهدة الأنجلو هولندية لعام 1824 كانت تهدف لحل العديد من القضايا التي أثارها الاحتلال البريطاني للممتلكات الهولندية خلال الحروب النابليونية، وكذلك تلك المتعلقة بحقوق التجارة التي كانت موجودة منذ مئات السنين في جزر التوابل بين الدولتين خاصة شبه جزيرة ملايو.
أدى التدخل البريطاني في سنغافورة في شبه جزيرة ملايو عام 1819 على يد السير ستامفورد رافلز إلى تفاقم التوتر بين البلدين، خاصةً حيث ادعى الهولنديون أن المعاهدة الموقعة بين رافلز وسلطان جوهر كانت باطلة وأن سلطنة جوهر كانت تحت مجال النفوذ الهولندي. وأُثير الجدل بشأن مصير التجارة الهولندية في الهند البريطانية. وفي عام 1820 وتحت ضغوط التجار البريطانيين ذوي المصالح في الشرق الأقصى، بدأت المفاوضات بين البلدين.
كان الهولنديون مصرين على التخلي البريطاني عن سنغافورة. ثم تم الاتفاق فقط على القضايا غير المثيرة للجدل مثل حقوق الملاحة المجانية والقضاء على القرصنة. عُلقت المناقشات في 5 أغسطس 1820، ولم تستأنف حتى عام 1823، عندما لاحظ البريطانيون القيمة التجارية لسنغافورة.
استؤنفت المفاوضات في 18 ديسمبر 1823، وأصبحت المناقشات تتمحور حول إنشاء مجالات نفوذ واضحة في المنطقة، وتخلى الهولنديون عن مطالباتهم شمال مضيق ملقا ومستعمراتهم الهندية مقابل تأكيد مطالباتهم جنوب المضيق، ووُقِّعت المعاهدة النهائية في 17 مارس 1824.
صدقت المملكة المتحدة على المعاهدة في 30 أبريل 1824 وهولندا في 2 يونيو 1824، والتقى الطرفين في لندن في 8 يونيو 1824. بموجب شروط تلك المعاهدة سحب الهولنديون معارضتهم رسميًا للوجود البريطاني في سنغافورة. مما أدى إلى تفكيك سلطنة جوهر-رياو إلى قسمين. قسم سلطنة جوهر تحت الوصاية البريطاني، وسلطنة رياو الجديدة تحت الوصاية الهولندية.

## انظر أيصُا
- الهند الهولندية